# Ночные кошмары (фильм)
«Ночные кошмары» — художественный фильм в жанре триллера. Также встречается перевод названия фильма как «Ночной террор».

## Сюжет
Молодая девушка едет в Каир навестить своего отца и, сама того не желая, оказывается вовлечённой в садомазохистский культ, предводителем которого является Поль Шевалье, потомок маркиза де Сада.

## В ролях
- Роберт Инглунд — Поль Шевалье/Маркиз де Сад
- Алона Кимхи — Сабина
- Зои Триллинг — Джин
- Юлиано Мер — Махмуд
- Чандра Уэст — Бет
- Уильям Финли — доктор Маттисон
- Джулиано Мер-Хамис — Махмуд

## Производство
Фильм планировалось снимать в Египте, однако, когда съёмки были перенесены в Израиль, весь сценарий претерпел существенные изменения. Действие было перемещено из восемнадцатого века в двадцатый, и вместо повествования о маркизе Де Саде сюжет теперь строился на собрании его эротических рассказов, а сам персонаж маркиза, которого должен был сыграть Роберт Инглунд, был заменён его дальним потомком. Это вызвало разочарование Инглунда, а режиссёр Джерри О’Хара и вовсе покинул проект. Чтобы удержать Инглунда, по словам самого актёра, продюсеры фильма наняли одного из его любимых режиссёров — Тоуба Хупера.